# Peperomia glazioui
Peperomia glazioui är en pepparväxtart som beskrevs av C. Dc.. Peperomia glazioui ingår i släktet peperomior, och familjen pepparväxter. Inga underarter finns listade i Catalogue of Life.